# Матросова Анастасія Володимирівна
Анастасія Володимирівна Матросова (нар. 3 січня 1982, Київ) — українська  самбістка та дзюдоїстка у напівважкій ваговій категорії. Виступала за національну збірну України в середині 1990-х — на початку 2010-х років.
Учасниця літніх Олімпійських ігор в Афінах, чотири рази бронзова призерка чемпіонатів Європи, переможниця багатьох турнірів національного та міжнародного значення. Майстер спорту України міжнародного класу. Також знана як самбістка, чемпіонка світу зі спортивного самбо.

## Життєпис
Анастасія Матросова народилася 3 січня 1982 року в Києві. Активно займатися дзюдо почала з раннього дитинства, проходила підготовку в столичному спортивному клубі «Спартаківець» під керівництвом тренера Віктора Кощавцева. Пізніше переїхала до Донецька, де тренувалася в спортивному товаристві «Динамо» у Сергія Рожинова.
Вперше заявила про себе в сезоні 1995 року, коли посіла п'яте місце на міжнародному турнірі класу «А» в Софії і у 13-річному віці виграла бронзову медаль на європейському юнацькому олімпійському фестивалі у Великій Британії. Рік потому стала чемпіонкою Європи серед юніорів та здобула перемогу на міжнародному юніорському турнірі в Угорщині. Ще через рік знову перемогла на європейському юнацькому олімпійському фестивалі, цього разу на турнірі в Португалії.
У 1998 році Матросова виграла Всесвітні юнацькі ігри в Москві, отримала бронзу на чемпіонаті Європи серед юніорів в Бухаресті, здобула перемогу на етапах дорослого Кубку світу у Варшаві і Мінську — у віці шістнадцяти років стала наймолодшою переможницею етапів світового кубку за всю історію цих змагань.
Наступного сезону знову була найкращою на Кубку світу в Мінську, завоювала золото на юніорському європейській першості в Римі, тоді як на дорослому чемпіонаті Європи в Братиславі посіла сьоме місце в напівважкій вазі і п'яте місце в абсолютній ваговій категорії.
На чемпіонаті Європи 2000 року у Вроцлаві Анастасія Матросова вперше зуміла потрапити до числа призерок, дійшла до півфіналу і отримала бронзу. Крім цього, стала чемпіонкою світу серед юніорів в Тунісі. Це була перша золота медаль з дзюда за всю ітсорію незалежної України. 2001 року втретє здобула перемогу на етапі Кубка світу в Мінську, а також додала в послужний список срібну і бронзову медалі, виграні на етапах у Празі та Варшаві відповідно.
У відкритій ваговій категорії виступила на дорослому чемпіонаті світу в Мюнхені, однак стала тут лише сьомою, в той час як на чемпіонаті Європи в Парижі посіла в підсумковому протоколі напівважкої ваги п'яте місце. 2002 року на європейській першості в словенському Маріборі знову виборола бронзу. У цей період неодноразово піднімалася на п'єдестал пошани на етапах світового кубка. Найбільш значущі перемоги — перше місце на Суперкубку світу 2003 року в Москві, перші місця на етапах Кубка світу 2004 року у Варшаві і Талліні.
Крім того, вона стала чемпіонкою України в напівважкій вазі і виграла ще одну бронзу на чемпіонаті Європи в Бухаресті.
Завдяки низці вдалих виступів Матросова удостоїлася права захищати честь України на літніх Олімпійських іграх в Афінах. Взяла тут гору над першими трьома суперницями, однак на стадії півфіналів поступилася китаянці Лю Ся, яка в підсумку стала срібною олімпійською призеркою. У втішній зустрічі за третє місце зазнала поразки від представниці Італії Лючії Моріко.
Після афінської Олімпіади Анастасія Матросова залишилася переважно складі національної збірної і продовжила брати участь в найбільших міжнародних турнірах. Так, у 2005 році вона знову стала чемпіонкою України, здобула перемогу на етапі Кубка світу в Роттердамі і виграла бронзову медаль у тому ж Роттердамі, де проходив також і чемпіонаті Європи. В наступному році захистила звання чемпіонки України у напівважкій ваговій категорії, була найкращою на Кубку світу в Баку, на європейській першості в Нові-Саді посіла сьоме місце в абсолютній ваговій категорії.
У 2005 році виграла чемпіонат світу по дзюдо, що проходив у казахському місті Астана.
Сезон 2008 року провела досить успішно, виграла в чергове українську національну першість, перемогла на Кубку України, потрапила до числа призерів на кубкових етапах, хоча на Олімпійські ігри в Пекін замість неї вирушила Марина Прищепа.
У 2009 році Анастасія Матросова виграла чемпіонат України в Харкові, здобула перемогу на етапах Кубка світу в Мінську і Мадриді, отримала бронзу на гран-прі Тунісу. Рік потому відзначилася перемогою на Кубку світу в Баку, бронзовими медалями на етапах в Ташкенті і Каїрі.
Востаннє показала успішні результати на міжнародній арені в сезоні 2011 року, коли виграла бронзову медаль на чемпіонаті Європи серед поліцейських, посіла п'яте місце на Кубку світу в Мадриді і на європейській першості в Стамбулі. Незабаром після закінчення цих змагань вирішила завершити кар'єру професійної спортсменки, поступившись місцем у національній збірній молодим українським дзюдоїсткам.
Протягом всієї своєї спортивної кар'єри Матросова активно брала участь у змаганнях з самбо і досягла на цьому шляху чималих успіхів. Зокрема, у 2005 році вона стала чемпіонкою світу з самбо, має в послужному списку також бронзові та срібні нагороди.
За видатні спортивні досягнення удостоєна почесного звання «Майстер спорту України міжнародного класу».